# Режим кисню
Режим кисню (рос. режим кислорода, англ. oxygen regime, нім. Sauerstoffregime n) — у мінералогії — концентрація кисню під час мінералоутворення, яка визначає можливість і послідовність виникнення кисневих сполук. При нормальній кристалізації магми першими утворюються мінерали з найменшою кількістю кисню (ортосилікати магнію і заліза), а потім ті, що містять більше кисню. Концентрація вільного кисню зростає з наближенням до земної поверхні, тому окисний потенціал гідротермальних розчинів при їх русі підвищується і з них відкладаються мінерали з більшим вмістом кисню. Концентрація кисню зростає особливо інтенсивно при змішуванні гідротермальних розчинів з вадозними і стає найбільшою в корі вивітрювання.